# Matthew Wilkas

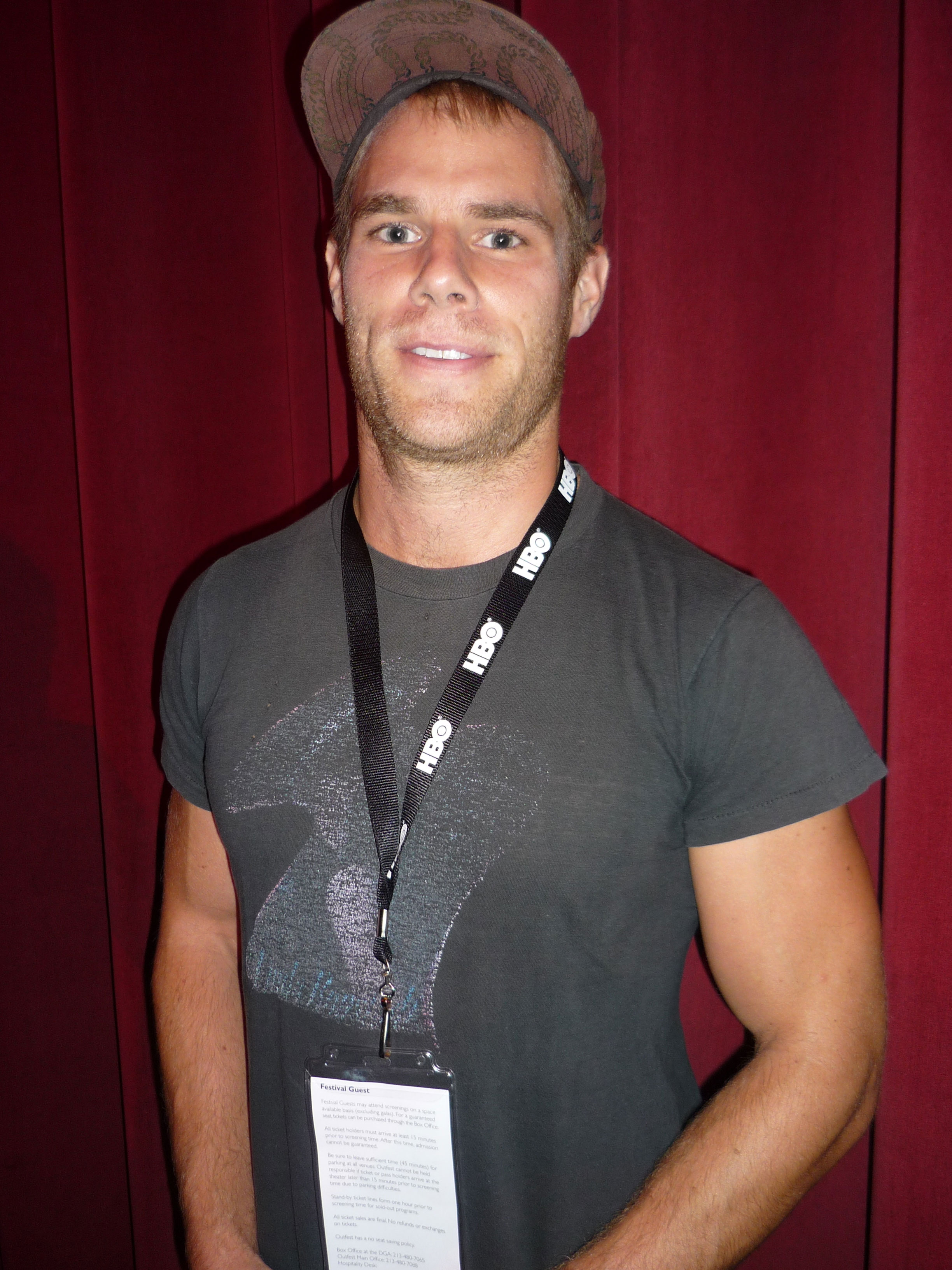
Matthew Wilkas im Jahr 2010

Matthew Wilkas (* 20. April 1978 in Maine) ist ein US-amerikanischer Schauspieler.

## Leben
Wilkas debütierte als Schauspieler 2003 in einer Episode der TV-Serie Hope & Faith. Nach einigen kleineren Serienauftritten (u. a. in Ugly Betty und Undateable) spielte er 2012 die Hauptrolle in Gayby.
Von November 2015 bis Juli 2019 waren Wilkas und der Freestyle-Skier Gus Kenworthy ein Paar.

## Filmografie (Auswahl)
Film
- 2012: Gayby
- 2014: Saint Francis
- 2014: Top Five
- 2015: You’re Killing Me
- 2017: Die Mumie
- 2017: Island Zero
- 2022: Bros

Fernsehen
- 2003: Hope & Faith
- 2008: The New Twenty
- 2008: Ugly Betty
- 2009: The Bits in Between
- 2014: Looking
- 2014: Undateable
- 2015: EastSiders
- 2017: New York Is Dead
- 2017: Boy Culture TV
- 2020: AJ and the Queen